# Lucas Ossendrijver
Lucas Ossendrijver (ur. 1970 w Amersfoort) – holenderski projektant mody męskiej, dyrektor artystyczny męskiej linii francuskiego domu mody Lanvin. 
Ukończył Fashion Institute Arnhem w Holandii. Od 1997 roku pracował w dziale mody męskiej w domu mody Kenzo. W 2000 przeniósł się do Monachium, pracując dla Kostasa Murkudisa. Następnie przez 4 lata był asystentem Heidiego Slimane'a w pracowni paryskiego Dior Homme. Od 2006 roku jest projektantem i dyrektorem artystycznym męskiej linii domu mody Lanvin.